# Eskişehirspor
Eskişehirspor ist ein Sportverein aus der türkischen Stadt Eskişehir der gleichnamigen zentralanatolischen Provinz. Der Verein wurde im Jahr 1965 gegründet. Seit seiner Gründung spielte er mit Unterbrechungen insgesamt 30 Spielzeiten in der Süper Lig, der höchsten türkischen Liga. In der Ewigen Tabelle der Süper Lig liegt Eskişehirspor auf dem 10. Platz. Der Verein hat die Vereinsfarben rot und schwarz, die Mannschaft trägt den Spitznamen Kırmızı Şimşekler, die roten Blitze.
Seine erfolgreichste Zeit hatte er in den 1960er und 1970er Jahren, in der der Klub mehrmals bis zum Saisonende um die Türkische Meisterschaft mitspielte und diese erst in den letzten Spieltagen verfehlte. In die Süper Lig aufgestiegen, erreichte der Verein mit der türkischen Vizemeisterschaft der Saison 1968/69 den größten Erfolg der Vereinsgeschichte. Bis zu dieser Saison entschieden die drei großen Istanbuler Vereine Beşiktaş, Fenerbahçe und Galatasaray die türkische Meisterschaft bzw. die Vizemeisterschaft unter sich. Dieser Erfolg war bis dato der größte einer anatolischen Mannschaft im türkischen Fußball und deswegen für diesen prägend. Nach diesem Erfolg folgten in dieser Periode noch zwei weitere Male die türkische Vizemeisterschaft, ein Mal der 3. Tabellenplatz und ein Mal der 4. Tabellenplatz. Zudem kamen in dieser Zeit auch Erfolge im Türkischen Pokal, im Präsidenten-Pokal und im Premierminister-Pokal hinzu. Durch diese Erfolge avancierte der Klub zum Angstgegner der drei großen Istanbuler Vereine.
Nach einer mehr als zwanzigjährigen Pause erlebte der Verein in der ersten Hälfte der 2010er Jahre mit dem 5. Tabellenplatz und einer Pokalfinalteilnahme wieder eine kurze Erfolgsperiode. Eskişehirspor ist für seine euphorischen Fans bekannt, die von „Amigo Orhan“ angeführt wurden.

## Gründung
Am 10. Juni 1965 fusionierten die Mannschaften İdman Yurdu, Akademi Gençlik und Yıldıztepe zu Eskişehirspor. Vorher trugen diese Mannschaften eine lokale Meisterschaft aus, an der weitere Vereine aus der Umgebung teilnahmen. Somit erhielt die Mannschaft das Recht, in der 2. türkischen Fußballliga zu spielen.

## Geschichte
| Saison | Platz | Liga                |
| --- | ----- | ------------------- |
| 65/66 | 1.1   | 2. Liga             |
| 66/67 | 8.    | 1. Liga             |
| 67/68 | 9.    | 1. Liga             |
| 68/69 | 2.    | 1. Liga             |
| 69/70 | 2.    | 1. Liga             |
| 70/71 | 4.    | 1. Liga             |
| 71/72 | 2.    | 1. Liga             |
| 72/73 | 3.    | 1. Liga             |
| 73/74 | 4.    | 1. Liga             |
| 74/75 | 3.    | 1. Liga             |
| 75/76 | 9.    | 1. Liga             |
| 76/77 | 9.    | 1. Liga             |
| 77/78 | 12.   | 1. Liga             |
| 78/79 | 7.    | 1. Liga             |
| 79/80 | 6.    | 1. Liga             |
| 80/81 | 6.    | 1. Liga             |
| 81/82 | 15.   | 1. Liga (Abstieg)   |
| 82/83 | 2.    | 2. Liga             |
| 83/84 | 1.    | 2. Liga (Aufstieg)  |
| 84/85 | 10.   | 1. Liga             |
| 85/86 | 10.   | 1. Liga             |
| 86/87 | 9.    | 1. Liga             |
| 87/88 | 15.   | 1. Liga             |
| 88/89 | 16.   | 1. Liga (Abstieg)   |
| 89/90 | 8.    | 2. Liga             |
| 90/91 | 3.    | 2. Liga             |
| 91/92 | 16.   | 2. Liga (Abstieg)   |
| 92/93 | 1.    | 3. Liga (Aufstieg)  |
| 93/94 | 2.2   | 2. Liga             |
| 94/95 | 3.3   | 2. Liga (Aufstieg)4 |
| 95/96 | 17.   | 1. Liga (Abstieg)   |
| 96/97 | 2.2   | 2. Liga             |
| 97/98 | 10.3  | 2. Liga             |
| 98/99 | 6.2   | 2. Liga             |
| 99/00 | 5.2   | 2. Liga             |
| 00/01 | 6.2   | 2. Liga (Abstieg)5  |
| 01/02 | 2.2   | 3. Liga             |
| 02/03 | 10.   | 3. Liga             |
| 03/04 | 6.    | 3. Liga             |
| 04/05 | 5.    | 3. Liga             |
| 05/06 | 3.3   | 3. Liga (Aufstieg)4 |
| 06/07 | 13.   | 2. Liga             |
| 07/08 | 4.    | 2. Liga (Aufstieg)4 |
| 08/09 | 11.   | 1. Liga             |
| 09/10 | 7.    | 1. Liga             |
| 10/11 | 7.    | 1. Liga             |
| 11/12 | 5.    | 1. Liga             |
| 12/13 | 8.    | 1. Liga             |
| 13/14 | 12.   | 1. Liga             |
| 14/15 | 11.   | 1. Liga             |
| 2015/16 | 17.   | 1. Liga (Abstieg)   |
| 2016/17 | 3.    | 2. Liga             |
| 2017/18 |       | 2. Liga             |
| 11. Platz der Finalrunde 2Platzierung in der Abstiegsrunde 3Platzierung in der Aufstiegsrunde 4Aufstieg durch Playoff-Sieg erreicht 5Systembedingter Abstieg |       |                     |

### Blütezeit und Teilnahmen am Europacup (1965–1981)
Der Verein schaffte im ersten Jahr den direkten Aufstieg in die 1. Liga. Seit Gründung der türkischen Liga 1959 spielten dort bisher nur acht Mannschaften aus Istanbul und jeweils vier Klubs aus Ankara und Izmir. Adana Demirspor war der einzige Provinzverein, trug jedoch seine Spiele in Ankara aus. 1971 schaffte es der Verein, den türkischen Pokal zu gewinnen, indem der damalige Erzrivale Bursaspor nach einer 0:1-Niederlage im Rückspiel mit 2:0 bezwungen wurde. In den 1970er Jahren wurden gute Platzierungen in der Liga erzielt und die Meisterschaft nur knapp verpasst. In diesen Jahren waren auch die einzigen Europapokalteilnahmen der Mannschaft. Ab der Saison 1975/76 reichte es nicht mehr für die oberen Ränge.

### (1981–1988)
Der Klub machte 1982, 16 Jahre nach dem Aufstieg, wieder Bekanntschaft mit der 2. Liga und spielte hier zwei Jahre. Mit dem späteren Wiederaufstieg war wieder ein Erfolg zu verzeichnen, doch man konnte an die glorreichen 1970er Jahre nicht mehr anknüpfen. In der Saison 1986/87 war man im Finale des türkischen Pokals und hoffte nach einem 2:1-Sieg im Hinspiel gegen Gençlerbirliği Ankara auf den zweiten Pokalsieg in der Vereinsgeschichte, doch das Auswärtsspiel endete mit einer 0:5-Niederlage.

### „Zwangsabstieg“ und Niedergang (1988–2005)
Eskişehirspor befand sich in der Saison 1988/89 im Abstiegskampf und beendete diese auf dem 15. Tabellenplatz und sicherte sich knapp den Verbleib in der 1. Liga. Doch am 18. Spieltag ereignete sich ein tragischer Vorfall. Samsunspor konnte die Saison nach einem Unfall des Mannschaftsbusses auf dem Weg zum Auswärtsspiel nach Malatya nicht mehr fortsetzen. Drei Spieler und der Trainer kamen ums Leben und viele Spieler verletzten sich schwer. Die restlichen Spiele bis zum Saisonende wurden zunächst mit einem 0:2 gegen Samsunspor gewertet. Der Türkische Fußballverband Türkiye Futbol Federasyonu (TFF) entschied jedoch, dass Samsunspor im folgenden Jahr weiterhin erstklassig bleibt und dafür die erste Mannschaft über den Abstiegsrängen absteigt. Als Tabellenfünfzehnter war dies Eskişehirspor. Bitterer Beigeschmack dieser Entscheidung war der Abstieg von Samsunspor in der folgenden Saison. Eskişehirspor schaffte erst nach fünf Jahren Abstinenz 1995 wieder den Aufstieg in die erste Liga, doch wegen verfehlter Transferpolitik folgte der direkte Abstieg. Zusätzliche finanzielle Schwierigkeiten brachten den Verein in eine Krise. 1999 konnte man den Absturz in die 3. Liga noch verhindern, doch die Neugliederung des türkischen Ligasystems machte diesen Gang im Jahr 2003 unumgänglich.

### Die Rückkehr (ab 2005)
Mit Präsident Nebi Hatipoglu konnte der Verein trotz der 3. Liga gute Spieler zum Verein locken. Im Elfmeterschießen der Play-off-Runde stieg man als dritte Mannschaft auf (2005/06). In der Saison 2006/07 belegte der Verein den 13. Tabellenplatz der 2. türkischen Liga. Nach einem rasanten Saisonstart befand sich Eskişehirspor vier Spieltage vor Saisonschluss plötzlich im Abstiegskampf.
In der Saison 2007/08 wollte der Verein mit Transfers wie z. B. Sergen Yalçın und Coşkun Birdal zurück ins Oberhaus. Bis zur Mitte der Rückrunde rangierte man immer auf den ersten beiden Plätzen (direkter Aufstieg), doch nach schwachen Leistungen in der Schlussphase der Saison belegte der Verein in der Tabelle noch den vierten Platz und war somit für die Teilnahme an den Playoff-Spielen (3.–6. Platz) berechtigt. Am 16. Mai 2008 fand das Halbfinale gegen den Tabellenfünften Diyarbakırspor im İnönü-Stadion in Istanbul statt. Eskişehirspor schaffte nach einem 6:5 n. E. (0:0) den Einzug ins Finale. Hier bezwang man am 18. Mai 2008 Boluspor (6. Platz; siegreich im Halbfinale gg. Sakaryaspor) mit 2:0 und stieg als dritte Mannschaft in die Süper Lig auf.

### Süper Lig (ab 2008)
Eskişehirspor spielte in der Saison 2008/09 somit erstmals nach 12 Jahren wieder in der Süper Lig. Der Klassenerhalt wurde zwei Spieltage vor Saisonende gesichert und man belegte den elften Tabellenplatz. In der Saison 2009/10 verpasste der Klub nur knapp die Euro-League-Plätze. Der 7. Tabellenplatz ist dennoch als Erfolg zu werten.
Mit dem Ziel unter die ersten Fünf der Süper Lig zu kommen plante man die Saison 2010/11. Spieler wie Rodrigo Tello, Batuhan Karadeniz, Erkan Zengin und Péle wurden verpflichtet, um dieses Ziel zu erreichen. Doch nach nur einem Punkt aus den ersten sechs Spielen war man auf dem 17. Tabellenplatz und Trainer Rıza Çalımbay wurde gefeuert. Mit dem neuen Trainer Bülent Uygun startete das Team eine Siegesserie und die Saison wurde erneut auf dem siebten Rang beendet.
Die Saison 2011/12 begann mit einer großen Verzögerung aufgrund des Bestechungs-/ Manipulationsskandals in der türkischen Süper Lig im Vorjahr. Hier waren Funktionäre, Vorstandsmitglieder sowie Spieler und Trainer verschiedener Vereine verwickelt. Nachdem Bülent Uygun in Untersuchungshaft landete, entschied sich der Klub, sich von ihm zu trennen. Eine Bestrafung seitens des TFF erfolgte bisher nicht.
Am 17. Juli 2011 einigte man sich auf einen Dreijahresvertrag mit Michael Skibbe, dessen erste Amtshandlung der Transfer des Ex-Dortmunder Dedê war. Die Mannschaft spielte sehr erfolgreich und belegte mit Abschluss der Hinrunde den dritten Tabellenplatz. In der Hinrunde holte Skibbe in 17 Spielen 30 Punkte und führte das Team auf den vierten Tabellenplatz. Eskisehirspor wurde zur Mannschaft des Jahres gekürt, und mit Dedê wurde ein Spieler des Teams als Spieler der Hinrunde ausgezeichnet. Skibbe – wie auch viele Spieler und Angestellte – wurde monatelang vom Verein nicht bezahlt, da offensichtlich keine finanzielle Grundlage vorhanden war. Er entschloss sich, die FIFA einzuschalten, gegen den Verein zu klagen und diesen zu verlassen. Sein Nachfolger wurde Ersun Yanal. Mit ihm erreichte man das Halbfinale des türkischen Pokals und schaffte mit dem fünften Rang in der Süper Lig die Teilnahme an den Playoffs zur UEFA Europa League 2012/13. Diese verliefen weniger erfolgreich und die Qualifikation zu einem europäischen Wettbewerb wurde verpasst.

### Nach 37 Jahren in Europa
Zur Saison 2012/13 hatte man erstmals nach über 37 Jahren die Chance am Europapokal, der UEFA Europa League, teilzunehmen. Die UEFA schloss den türkischen Verein Beşiktaş Istanbul wegen der Missachtung der UEFA Reglements aus der Teilnahme an der Europa League aus. Bursaspor rückte an dessen Stelle. Eskişehirspor gewann zuerst gegen den FC St. Johnstone, ehe der Verein gegen Olympique Marseille ausschied.

## Wappen und Vereinsfarben
Die Vorlage für das Wappen fertigte Aziz Bolel, der im Gründungsjahr im Vorstand vertreten war. ES ist der Kurzname von EskişehirSpor. In den Medien wird der Verein oft auch mit ESES tituliert. Die drei Sterne symbolisieren die drei Vereine (İdman Yurdu, Akademi Gençlik und Yıldıztepe) aus denen Eskişehirspor 1965 entstand. Die Vereinsfarben sind Rot und Schwarz. Es gibt allerdings zwei verschiedene Versionen, wie diese zustande gekommen sind. Einem Vorstandsmitglied von Gençlerbirliği Ankara zu Ehren, der bei der Gründung von Eskişehirspor mit eine Rolle gespielt haben soll, wurden diese Farben ausgewählt.
Eine eher unwahrscheinlichere Version besagt, dass die Gründungsmitglieder die Farben des Erfolgs verwenden wollten. So wählten sie die Farben von Stade Rennes. Dieser Verein wurde im Gründungsjahr (1965) von Eskişehirspor französischer Pokalsieger.
Im Laufe der Jahre erhielten die Spieler von Eskişehirspor den Spitznamen „Kırmızı Şimşekler“ (die Roten Blitze).

## Fans
Die Anhänger von „ESES“ sind seit den erfolgreichen 1970er Jahren in der Türkei bekannt. „Amigo Orhan“ war der legendäre Anpeitscher. Vor jedem Heimspiel nahm er seinen Platz im Mittelkreis ein und stimmte die Fangesänge an. Nach dem Verbot, das Spielfeld zu betreten, war sein Platz die Gegentribüne. Mit ihm organisierte man auch die erste Tribünenshow in der Türkei. 1987 reisten die Fans von Eskişehirspor, 12.000 an der Zahl, in das Istanbuler Ali Sami Yen Stadion. Das damals 30.000 Menschen fassende Stadion verbuchte mit 39.000 Zuschauern seinen historischen Höchstwert.
Trotz des Absturzes der Mannschaft in die 3. Liga blieb ein großer Teil der Fans dem Verein treu. So war ein Zuschauerdurchschnitt von 10.000 nicht ungewöhnlich. Zum Play-off-Finale im Jahr 2005/06 in Ankara reisten 27.000 Fans an und feierten anschließend mit der Mannschaft den Aufstieg in die TFF 1. Lig. Beim Aufstiegsspiel der Saison 2007/08 im İnönü-Stadion gegen Boluspor waren 16.000 anwesend, wobei die Tickets auf diese Zahl begrenzt waren.
Die Verbundenheit zum Verein ist sogar so groß, dass Fans der Istanbuler Vereine ihre Meisterschaften nicht auf den Straßen in Eskişehir feiern können, da dies von den Fans von ESES unterbunden wird. 2005 musste ein „Fenerium“ (Fanshop von Fenerbahçe) aufgrund von größeren Protesten geschlossen werden.
Es existieren mehrere Fanclubs. Die größten sind Kızılcıklı, Nefer und Altes. Motiviert durch den Aufstieg 2008 entstanden zwei weitere Gruppen: KoreoESES und BandoESES. Die erstgenannte Gruppe organisiert Choreos, große Fanfahnen und engagiert sich für Hilfsaktionen für Schulen in der Stadt und den umliegenden Dörfern. BandoESES ist eine aus knapp 40 Leuten bestehende Gruppe. Diese unterstützen die Fangesänge mit Instrumenten wie Trommeln, Trompeten und anderen Blasinstrumenten. Neuerdings versuchen sich die Gruppen unter dem Namen ETB (Eskişehirspor Taraftar Birliği – Fangemeinschaft Eskişehirspor) als eine große Einheit zu organisieren.

## Stadien
Eskişehirspor trug seine Heimpartien bis 2016 im Eskişehir Atatürk Stadı aus. Wie viele Fußballstadien in der Türkei ist auch das Stadion in Eskişehir nach dem Begründer der türkischen Republik Mustafa Kemal Atatürk benannt. Nach Renovierungsarbeiten im Jahr 2005 besteht das Stadion ausschließlich aus Sitzplätzen und bietet 18.608 Fußballfans Platz. Die Haupttribüne („Kapalı“) ist überdacht, jedoch kleiner als die Gegengerade („Açık“). Hinter den Toren existiert keine Tribüne. Aufgrund des Alters, der Kapazität, der fehlenden Überdachung der Gegengerade sowie der fehlenden Tribünen hinter den Toren ist das Stadion eher untauglich für die Turkcell Süper Lig und entspricht in keiner Weise den Kriterien der UEFA. Am 14. Mai 2016 fand das letzte Ligaspiel im Eskişehir Atatürk Stadı statt. Der abstiegsbedrohte Eskişehirspor verlor mit 1:2 gegen den Istanbul Başakşehir. Aus Frust über das Ergebnis setzten Fans Teile des Stadions in Brand. Das Stadion wird nach Abschluss der Saison abgerissen.
Durch die offizielle Kandidatur der TFF um die Austragung der Fußball-Europameisterschaft 2016 wurde die Stadt Eskişehir als einer der acht voraussichtlichen Austragungsorte genannt und die Entstehung eine moderne Fußballarena mit ca. 38.000 Sitzplätzen geplant. Trotz der Austragung des Turniers in Frankreich wurde das Neubauprojekt umgesetzt. In der Saison 2016/17 zog der Verein in das neue Eskişehir Yeni Atatürk Stadı mit rund 34.930 Plätzen um.

## Nationale Erfolge/Titel
- Türkischer Fußballpokal:
  - Pokalsieger 1970/71 (0:1 und 2:0 gegen Bursaspor)
  - Finale 1969/70 (2:1 und 1:3 gegen Göztepe Izmir)
  - Finale 1986/87 (0:5 und 2:1 gegen Gençlerbirliği Ankara)
  - Finale 2013/14 (0:1 gegen Galatasaray Istanbul)
- Gewinn des Präsidentenpokals:
  - 1966 (1:0 gegen Trabzon İdmanocağı)
  - 1972 (2:0 gegen Altay İzmir)
- Gewinn des Premierministerpokals (heute Supercup)
  - 1971 (3:2 gegen Galatasaray Istanbul)

## Europapokalbilanz
| Saison  | Wettbewerb                  | Runde                  | Gegner               | Gesamt | Hin     | Rück    |
| ------- | --------------------------- | ---------------------- | -------------------- | ------ | ------- | ------- |
| 1970/71 | Messestädte-Pokal           | 1. Runde               | FC Sevilla           | 3:2    | 0:1 (A) | 3:1 (H) |
| 1970/71 | Messestädte-Pokal           | 2. Runde               | FC Twente            | 4:8    | 3:2 (H) | 1:6 (A) |
| 1971/72 | Europapokal der Pokalsieger | 1. Runde               | MP Mikkeli           | 4:0    | 0:0 (A) | 4:0 (H) |
| 1971/72 | Europapokal der Pokalsieger | 2. Runde               | FK Dynamo Moskau     | 0:2    | 0:1 (H) | 0:1 (A) |
| 1972/73 | UEFA-Pokal                  | 1. Runde               | AC Florenz           | 1:5    | 1:2 (H) | 0:3 (A) |
| 1973/74 | UEFA-Pokal                  | 1. Runde               | 1. FC Köln           | 0:2    | 0:0 (H) | 0:2 (A) |
| 1975/76 | UEFA-Pokal                  | 1. Runde               | Lewski-Spartak Sofia | 1:7    | 0:3 (A) | 1:4 (H) |
| 2012/13 | UEFA Europa League          | 2. Qualifikationsrunde | FC St. Johnstone     | 3:1    | 2:0 (H) | 1:1 (A) |
| 2012/13 | UEFA Europa League          | 3. Qualifikationsrunde | Olympique Marseille  | 1:4    | 1:1 (H) | 0:3 (A) |

Gesamtbilanz: 18 Spiele, 4 Siege, 4 Unentschieden, 10 Niederlagen, 17:31 Tore (Tordifferenz −14)

## Ligazugehörigkeit
- 1. Liga: 1966–1982, 1984–1989, 1995–1996, 2008–2015
- 2. Liga: 1965–1966, 1982–1984, 1989–1992, 1993–1995, 1996–1999, 2006–2008, seit 2016
- 3. Liga: 1992–1993, 1999–2006

## Sponsoren und Ausrüster
- Der Hauptsponsor ist seit der Saison 2006/07 der ortsansässige Gebäckwarenhersteller ETI.
- Seit der Saison 2011/12 ist Adidas Ausrüster.

## Rekordspieler
| Rang                   | Name             | Einsätze | Zeitraum  |
| ---------------------- | ---------------- | -------- | --------- |
| 01.                    | İsmail Arca      | 418      | 1966–1982 |
| 02.                    | Burhan İpek      | 293      | 1966–1979 |
| 03.                    | Bilal Arular     | 250      | 1972–1982 |
| 04.                    | Burhan Tözer     | 237      | 1970–1980 |
| 05.                    | Ender Konca      | 219      | 1967–1982 |
| 06.                    | Fethi Heper      | 214      | 1966–1974 |
| 07.                    | Kamuran Yavuz    | 199      | 1966–1974 |
| 08.                    | Hüdai Doğu       | 186      | 1971–1982 |
| 09.                    | Selahattin Örçüm | 183      | 1974–1986 |
| 10.                    | Tayfun Gürsel    | 180      | 1974–1981 |
| Stand: 21. Januar 2015 |                  |          |           |

| Rang                   | Name                | Tor | Einsätze | Tor/Spiel |
| ---------------------- | ------------------- | --- | -------- | --------- |
| 01.                    | Fethi Heper         | 95  | 214      | 0,44      |
| 02.                    | Burhan İpek         | 41  | 293      | 0,14      |
| 03.                    | Ahmet Kılıç         | 40  | 101      | 0,4       |
| 04.                    | Ender Konca         | 38  | 219      | 0,17      |
| 05.                    | Nihat Atacan        | 32  | 127      | 0,25      |
| 06.                    | Diomansy Kamara     | 28  | 95       | 0,29      |
| 07.                    | Şevki Şenlen        | 27  | 59       | 0,46      |
| 08.                    | Ömer Kaner          | 27  | 77       | 0,35      |
| 09.                    | Burhanettin Beadini | 27  | 111      | 0,24      |
| 10.                    | Nedim Demirbilek    | 22  | 68       | 0,32      |
| Stand: 21. Januar 2015 |                     |     |          |           |

## Ehemalige bekannte Spieler
| - Jerry Akaminko - Anderson - Diego Ângelo - İsmail Arca 4 - Bilal Arular 4 - Ayhan Aşut 4 - Nihat Atacan - Necati Ateş - Ümit Aydın - Mirkan Aydın - Benhur Babaoğlu - Burhanettin Beadini - Naser Beadini - Henri Bienvenu - Coşkun Birdal - Tarık Çamdal 4 - Cevdet Çapar - Servet Çetin - Orhan Çıkırıkçı - Dedê - Coşkun Demirbakan - Nedim Demirbilek - Hüdai Doğu - Bülent Ertuğrul | - Burhan Eşer - Theofanis Gekas - Hürriyet Gücer - Andaç Güleryüz - Halil Güngördü - Emre Güral - Tayfun Gürsel - Ali Rıza Heper - Fethi Heper 3, 4 - Burhan İpek - Cristóbal Jorquera - Yenal Kaçıra 4 - Mehmet Kalaycı - Diomansy Kamara - Ömer Kaner 4 - Aytaç Kara 4 - Batuhan Karadeniz 4 - Ümit Karan - Doğa Kaya - Kayhan Kaynak - Ahmet Kılıç - Erman Kılıç - Bülent Kocabey - Ender Konca 4 | - Krunoslav Lovrek - Adnan Medjedović - Boris Micevski - Rogelio Funes Mori - Safet Nadarević - İbrahim Nalbant - Alfred N’Diaye - Hüseyin Nejat - Selahattin Örçüm - Vahap Özbayer 4 - Serdar Özbayraktar - Serdar Özkan - Mümin Özkasap - Engin Öztonga - Sezer Öztürk - Metin Parlaroğlu - Pelé - Alper Potuk 4 - Saffet Sancaklı - Veysel Sarı 4 - Hüseyin Şengül - Şevki Şenlen 4 - Ömer Şişmanoğlu - Rodrigo Tello | - Abdurrahman Temel 4 - Nuri Toygün 4 - Burhan Tözer - Zafer Tüzün - Şenol Ulusavaş - Luka Vučko - Sergen Yalçın - Mücahit Yalçıntaş - Fuat Yaman - Volkan Yaman - Kamuran Yavuz 4 - Aykut Yiğit - Necdet Yıldırım 4 - Mehmet Yıldız - Burak Yılmaz - Erdoğan Yılmaz - Mehmet Yılmaz - Bahtiyar Yorulmaz 4 - Souleymane Youla - Erkan Zengin |

## Ehemalige Trainer
| - Abdullah Matay (September 1965 – Juni 1966) - Cihat Arman (September 1966 – Juni 1967) - Abdulah Gegić (September 1967 – Juni 1971) - Abdullah Matay (August 1971 – Mai 1972) - Galip Türkkan (September 1972 – Februar 1973) - Tomislav Kaloperović (März 1973 – Mai 1973) - Abdullah Matay (September 1973 – Mai 1974) - Zekai Tabakoğlu 1 (September 1974) - Octavian Popescu (September 1974 – Februar 1975) - Zekai Tabakoğlu (Februar 1975 – Juni 1975) - Abdullah Matay (September 1975 – November 1975) - Zekai Tabakoğlu (November 1975 – Mai 1976) - Tamer Güney (September 1976 – Juni 1977) - Abdulah Gegić (August 1977 – Mai 1978) - Ziya Taner (August 1978 – Juni 1979) - Candan Dumanlı (August 1979 – Oktober 1980) - Nihat Atacan (Oktober 1980 – September 1981) - Abdullah Matay (September 1981 – November 1981) - Zekai Tabakoğlu 1 (Oktober 1981 – Dezember 1981) - Milorad Mitrović (Dezember 1981 – November 1982) - Galip Türkkan 1 (November 1982 – März 1983) - Milorad Mitrović (März 1983 – Juni 1983) - Abdulah Gegić (August 1983 – November 1983) - Unbekannt (November 1983 – mind. Februar 1984) - Gürcan Berk (mind. Februar 1984 – Mai 1984) - Valeriu Neagu (August 1984 – Juni 1985) - Milorad Mitrović (September 1985 – Juni 1986) - Fethi Demircan (August 1986 – November 1986) - Ender Konca 1 (November 1986 – November 1990) - Georgi Gerum (Dezember 1986 – April 1987) - Abdullah Matay (April 1987 – Juni 1987) | - Tom Frivaldsky (August 1987 – Mai 1988) - Milorad Mitrović (August 1988 – Januar 1989) - Kamuran Yavuz 1 (Februar 1989) - Arda Vural (Februar 1989 – April 1989) - Süreyya Özkefe 1 (April 1989) - Haldun Girginer (April 1989 – Juni 1989) - Unbekannt (August 1989 – Juli 1990) - Nihat Atacan (Juli 1990 – Dezember 1990) - İbrahim Desticioğlu 1 (Dezember 1990 – Februar 1991) - Ilie Datcu (Februar 1991 – Mai 1991) - İsmail Arca (Juni 1991 – Oktober 1991) - Gürcan Berk (Oktober 1991 – Mai 1992) - Unbekannt (August 1992 – Mai 1993) - Abdullah Matay (Juli 1993 – Dezember 1993) - Aldoğan Argon (Dezember 1993 – Mai 1994) - Candan Dumanlı (Juni 1994 – Mai 1995) - Yılmaz Vural (Mai 1995 – Dezember 1995) - İlhan Mayakan 1 (Dezember 1995 – Januar 1996) - Güvenç Kurtar (Januar 1996 – Mai 1996) - Kamuran Yavuz (Juli 1996 – September 1996) - Candan Dumanlı 1 (Oktober 1996 – November 1996) - Unbekannt (November 1996 – April 1997) - Coşkun Demirbakan (April 1997 – März 1998) - Serdal Eroy (März 1998 – Mai 1998) - Orhan Yahya Yüce (Juni 1998 – September 1998) - Ömer Kaner (September 1998 – November 1998) - Akif Başaran (November 1998 – Mai 1999) - Ahmet Kılıç (August 1999 – Oktober 1999) - Unbekannt (Oktober 1999 – August 2000) - Zafer Tüzün (August 2000 – März 2001) - Burhaneddin Beadini (März 2001 – Mai 2001) | - Kenan Korkmaz (Juli 2001 – Februar 2002) - Serdal Eroy 1 (Februar 2002 – August 2002) - Coşkun Demirbakan (August 2002 – April 2003) - Serdal Eroy 1 (April 2003 – Mai 2003) - Şevket Kesler (August 2003 – November 2003) - Güven Sabaz 1 (November 2003) - Şenol Ulusavaş (November 2003 – August 2004) - Behiç Funda (August 2004 – November 2004) - Şenol Ulusavaş (November 2004 – April 2005) - Erdoğan Yılmaz (April 2005 – August 2005) - Kemal Kılıç (August 2005 – Mai 2006) - Yavuz İncedal (Juni 2006 – Oktober 2006) - Ergin Işık 1 (November 2006) - Metin Diyadin (November 2006 – Februar 2007) - Ergin Işık (Februar 2007 – Mai 2007) - Metin Diyadin (Juni 2007 – März 2008) - Nenad Bijedić (März 2008 – Mai 2008) - Rıza Çalımbay (Juli 2008 – September 2010) - Bülent Uygun (Oktober 2010 – August 2011) - Michael Skibbe (September 2011 – Februar 2012) - Ersun Yanal (Februar 2012 – Juni 2013) - Ertuğrul Sağlam (Juli 2013 – Januar 2015) - Michael Skibbe (Januar 2015 – Oktober 2015) - İsmail Kartal (Oktober 2015 – November 2015) - Samet Aybaba (November 2015 – Mai 2016) - Alpay Özalan (August 2016 – Februar 2017) - Mustafa Denizli (Februar 2017 – Mai 2017) - Sergen Yalçın (August 2017 – September 2017) - Yücel İldiz (September 2017 – Mai 2018) - Fuat Çapa (August 2018 – September 2019) - Coşkun Demirbakan (September 2019 – Dezember 2019) |

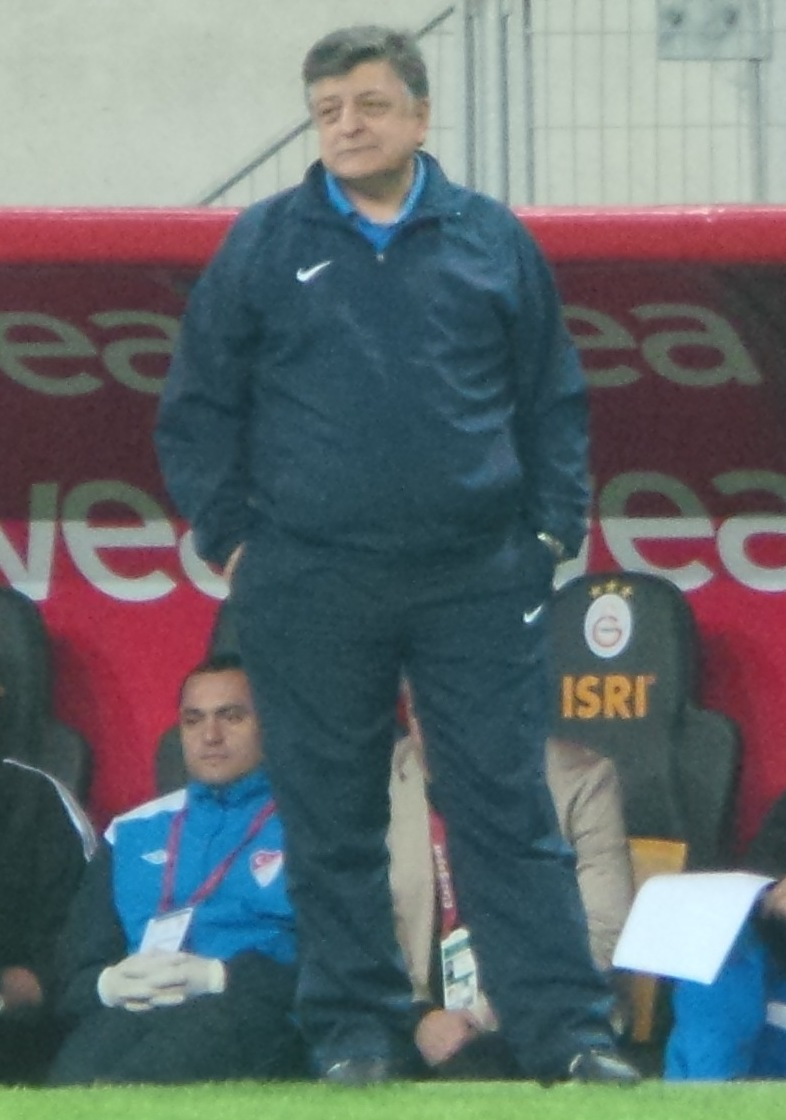
Yılmaz Vural
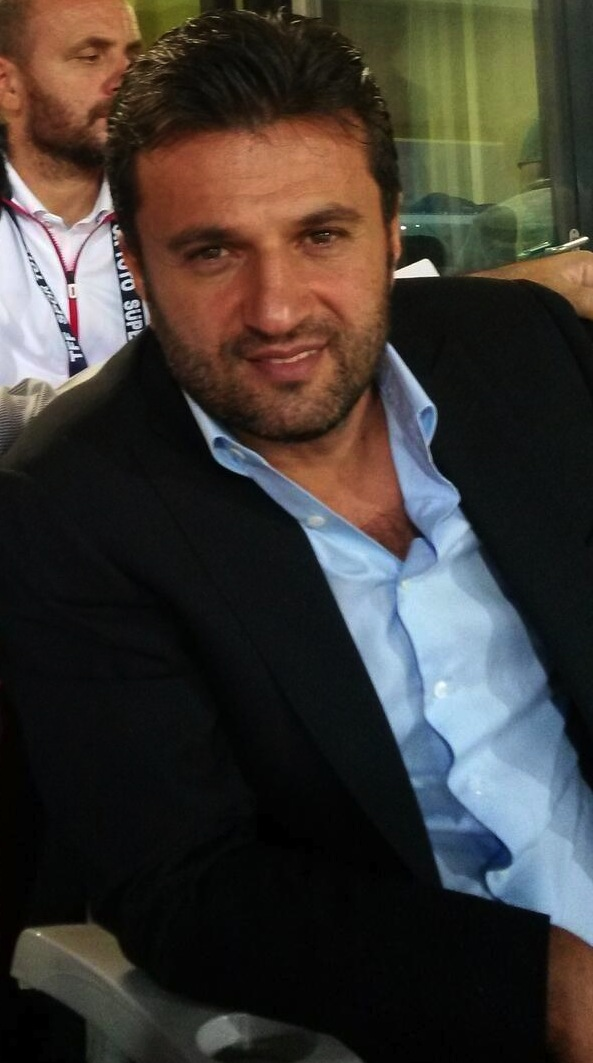
Bülent Uygun
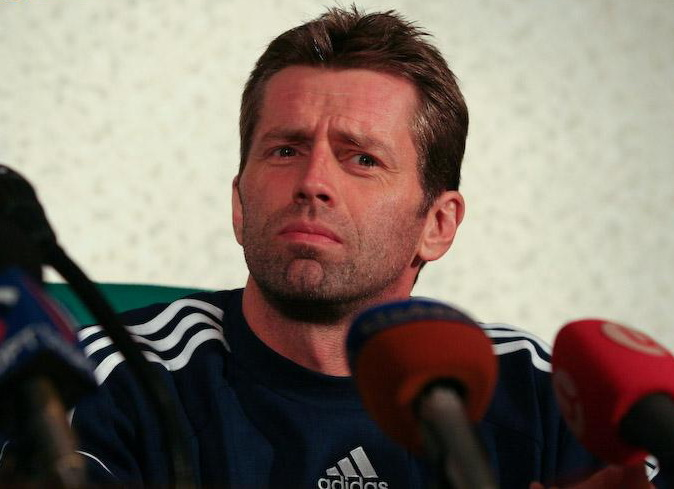
Michael Skibbe
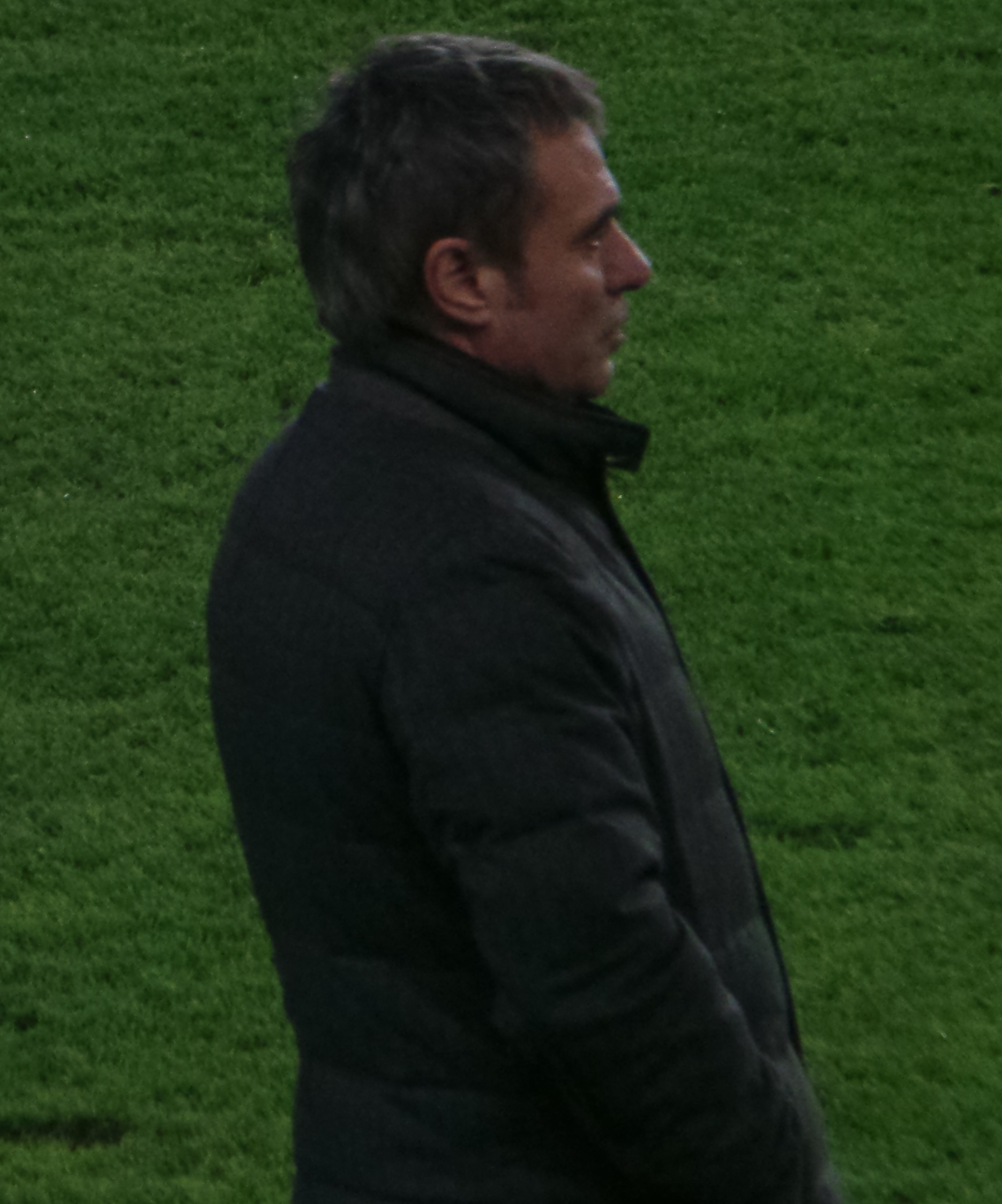
Ersun Yanal
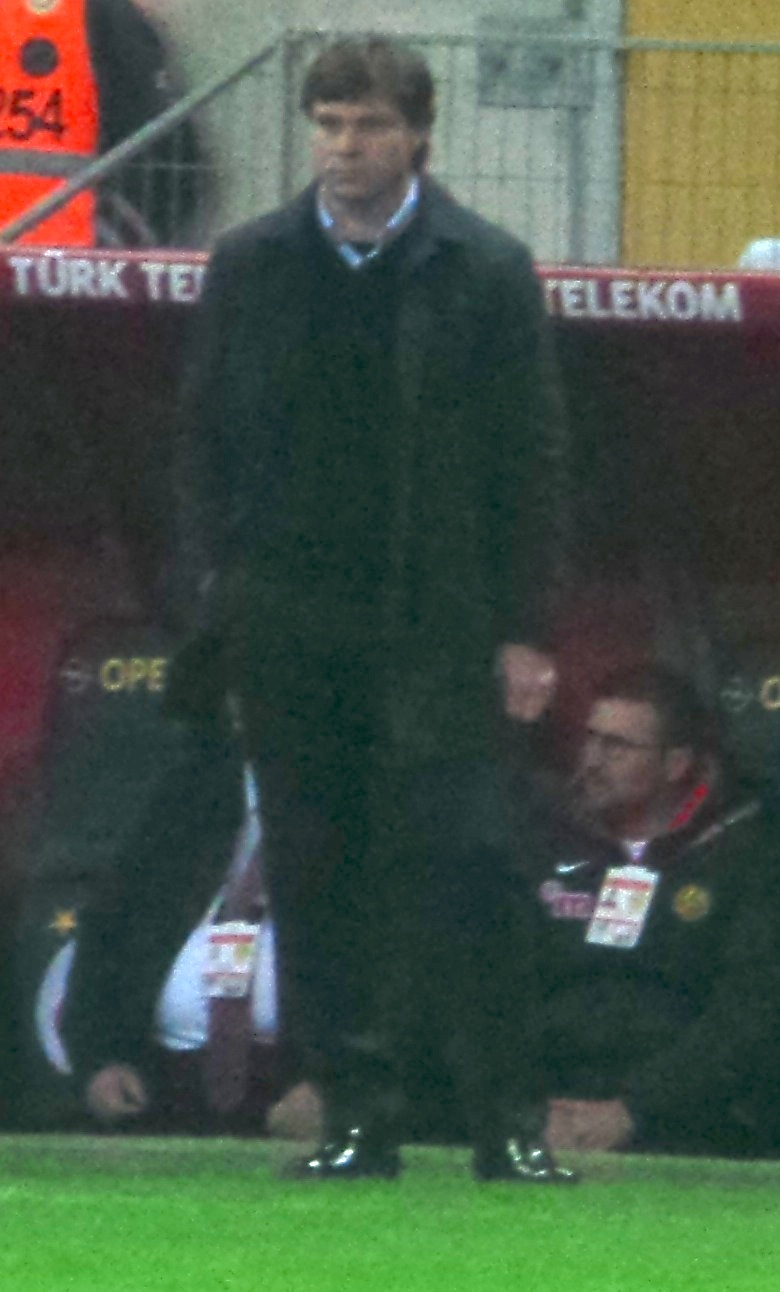
Ertuğrul Sağlam
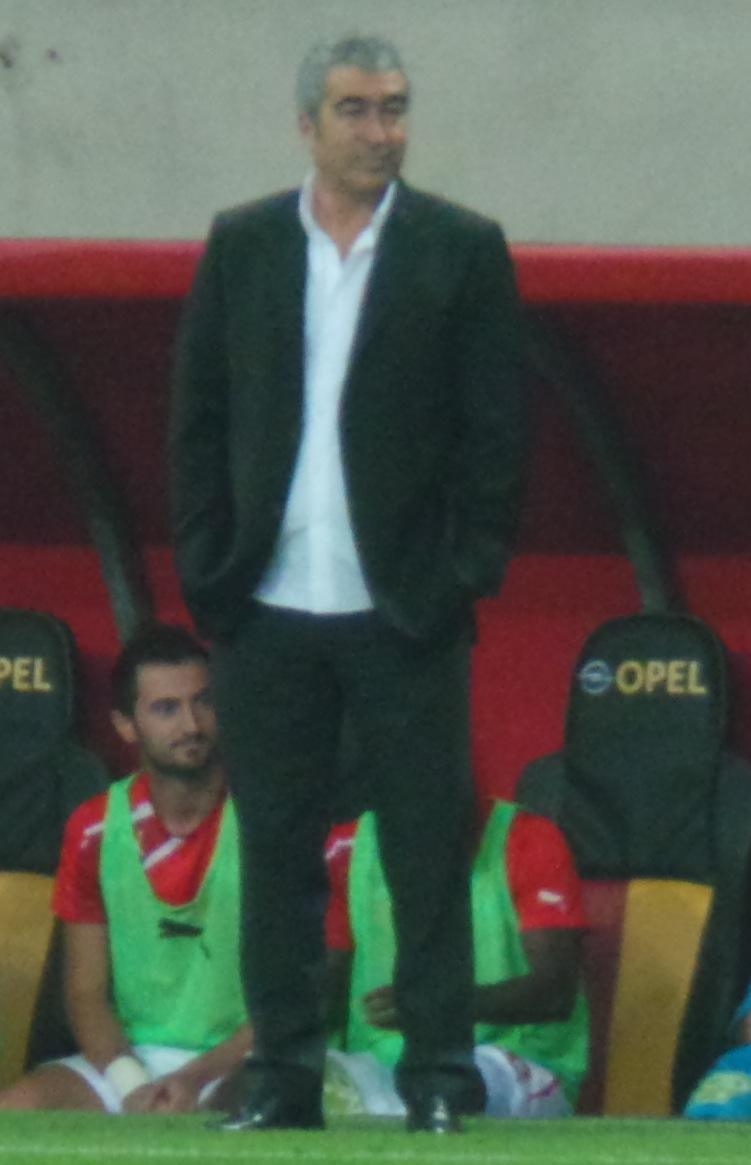
Samet Aybaba
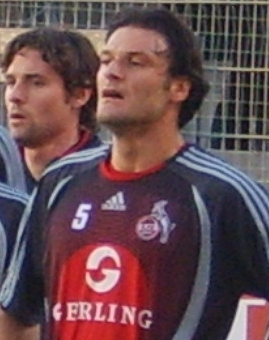
Alpay Özalan

## Präsidenten (Auswahl)
- Halil Ünal
- Sinan Özeçoğlu
- Osman TaşKaan Ay